# مبشر حسین رحماني
مبشر حسين رحماني (بالأردوية: مبشر حسین رحمانی)‏ (مواليد 23 فبراير 1983 في كراتشي، باكستان) هو باحث وعالم حاسوب باكستاني. مجالات عمله هي شبكات الحاسوب والاتصالات والاتصالات اللاسلكية وسلسلة الكتل. تم الاعتراف به في عام 2020  و 2021  كأحد الباحثين ذوي الاستشهاد العالي في علوم الحاسوب بواسطة كلاريفيت.

## التعليم والوظيفة
حصل على درحة بكالوريوس هندسة في هندسة أنظمة الحاسوب من جامعة مهران للهندسة والتكنولوجيا. حاصل على ماجستير في الشبكات والاتصالات السلكية واللاسلكية من جامعة باريس الجنوبية، وعلى الدكتوراه في علوم الحاسوب من جامعة السوربون بفرنسا. عمل كباحث ما بعد الدكتوراه في معهد ووترفورد للتكنولوجيا.
كان من بين أساتذة رحماني المفتي محمد نعيم ميمون صاحب من حيدر أباد (وهو خليفة المفتي محمد تقي العثماني ومحمد يوسف لوديانفي شهيد.
يقوم الدكتور رحماني حاليًا بالتدريس في قسم علوم الحاسوب في جامعة مونستر التكنولوجية. وهو عضو بارز في معهد مهندسي الكهرباء والإلكترونيات (IEEE)، وعضو مجلس إدارة (Scientific Reports). قبل ذلك كان محررًا في العديد من المجلات. كان مرتبطا بجامعة كومستس إسلام أباد لمدة 5 سنوات كأستاذ مشارك. يعمل كمحرر منطقة (اتصالات لاسلكية) في (IEEE Communications Surveys and Tutorial) (أعلى مجلة في المرتبة الأولى في مجال الاتصالات من قبل كلاريفيت).

## الجوائز
- في عام 2021، فاز الدكتور رحماني بجائزة المحرر النموذجي 2021 من استطلاعات ودروس IEEE للاتصالات.[15]
- في عام 2021، فاز رحماني بجائزة أكثر الباحثين اقتباسا (Highly Cited Researcher)، حيث تم الاعتراف به كأفضل 1٪ في العالم في كروسفيلد (Crossfield).[4]
- في عام 2020، فاز رحماني بجائزة أكثر الباحثين اقتباسا (Highly Cited Researcher)، حيث تم تصنيفه ضمن قائمة أفضل الباحثين في العالم بنسبة 1٪ في مجال علوم الحاسوب.[3]
- منحه رئيس تحرير دار إلزيفير (مجلة تطبيقات الشبكات والحاسوب) جائزة أفضل مقالة مراجعة في عام 2018 وجائزة نقدية.[16]
- في عامي 2018 و 2017، فاز رحماني بجائزة مراجعة الأقرانبوبلونز، مما وضعه ضمن أفضل 1٪ من المراجعين في علوم الحاسوب.[17][18]
- في عام 2017، حصل رحماني على محرر مشارك متميز من (IEEE Access).[19]
- في 2015/2016 - تم منحه جائزة أفضل ورقة بحثية مع أياز أحمد وصادق أحمد ونفيد الحسن من قبل هيئة التعليم العالي (HEC)، حكومة باكستان.[20]
- في عام 2017، تم منحه جائزة أفضل ورقة من قبل اللجنة الفنية لتكامل ونمذجة أنظمة الاتصالات من قبل IEEE.[21]
- في عامي 2016 و 2017، تم منحه جائزة إنتاجية البحث من قبل المجلس الباكستاني للعلوم والتكنولوجيا (PCST)، وزارة العلوم والتكنولوجيا بباكستان.[22]
- في عام 2015، فاز رحماني بجائزة المحرر النموذجي من (IEEE Communications Surveys and Tutorials).[23]

## الأنشطة التحريرية

### محرر المنطقة
استطلاعات ودروس اتصالات IEEE - 2018 حتى الوقت الحاضر.

### عضو هيئة التحرير
التقارير العلمية لمجلة نيتشر.

### محرر مشارك
استطلاعات ودروس اتصالات IEEE - 2015 إلى 2018.
معاملات IEEE على الاتصالات الخضراء والشبكات - 2021 - حتى الآن.
مجلة تطبيقات الشبكات والحاسوب التابعة لإلزيفير - 2015 إلى الوقت الحاضر.
مجلة (Wireless Networks Journal) التابعة ل(Springer) - 2015 حتى الوقت الحاضر.
Elsevier Future Generation Computer Systems - 2017 حتى الوقت الحاضر 

### محرر تقني مشارك
مجلة (IEEE Communications Magazine) - 2014 إلى 2020.